# Ruska Mokra
Ruska Mokra (ukrainisch Руська Мокра; russisch Русская Мокрая Russkaja Mokraja, slowakisch Ruská Mokrá, ungarisch Oroszmokra, deutsch Russisch-Mokra) ist ein Dorf im Osten der ukrainischen Oblast Transkarpatien mit etwa 1300 Einwohnern (2001).

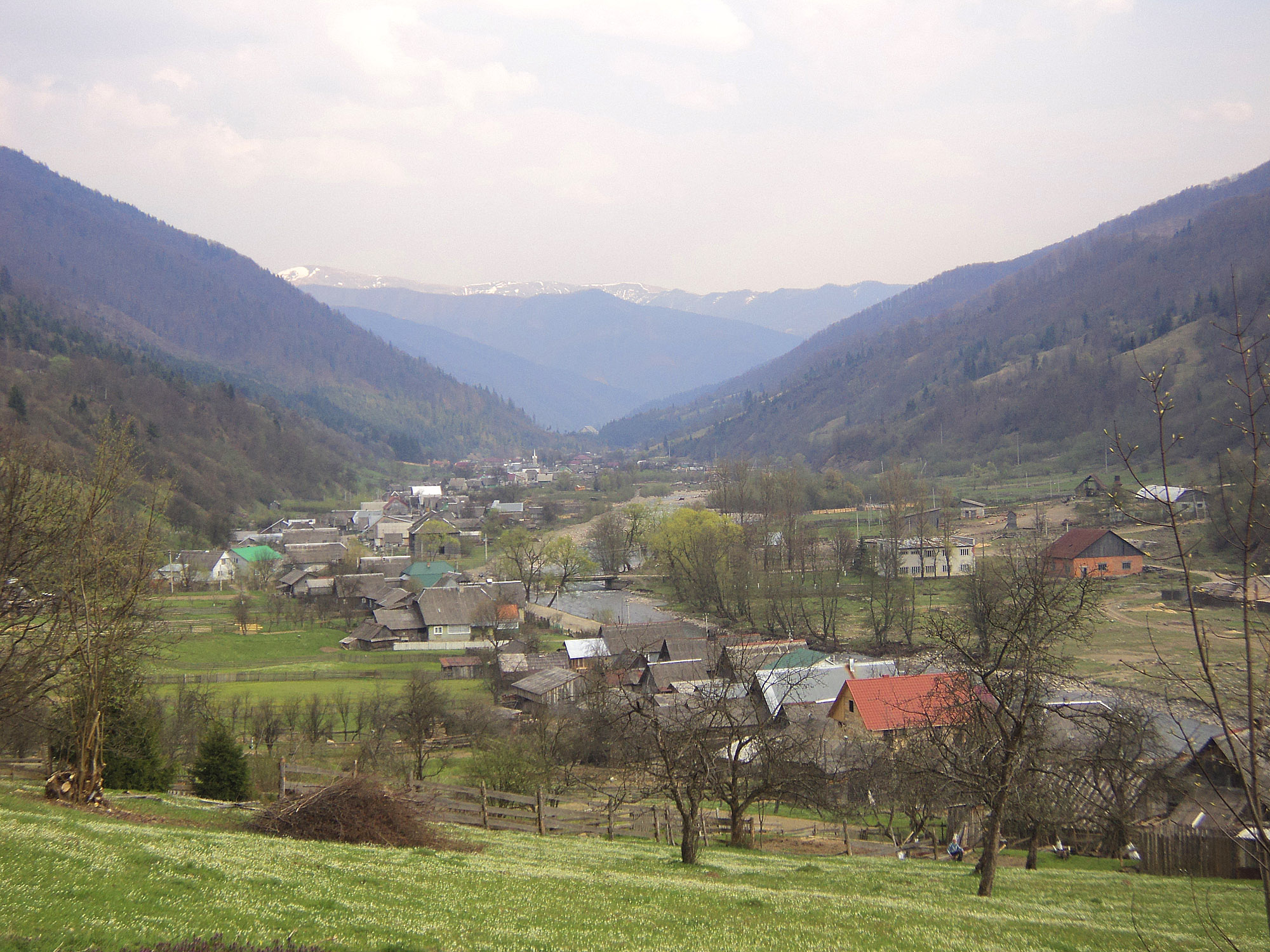
Blick auf Ruska Mokra

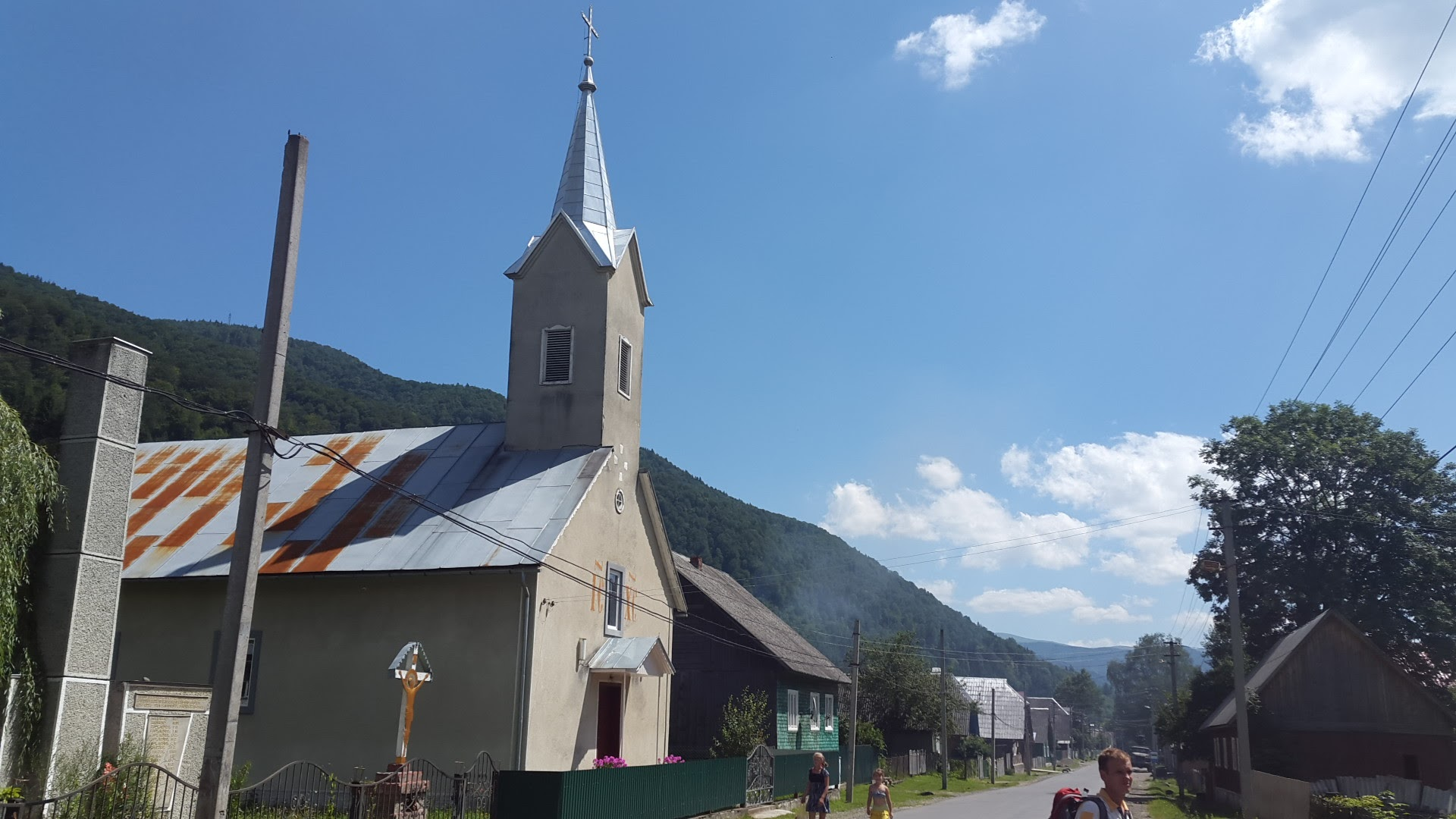
Straße im Dorf mit Kirche und Gefallenendenkmal

Der ruthenische Name „Mokra“  des 1760 gegründeten Dorfs bedeutet so viel wie nasse Gegend.
Die Dorfbewohner leben hauptsächlich vom Wald: Die raren Arbeitsplätze im Dorf werden zum großen Teil von der lokalen Forstverwaltung gestellt und während des Sommers werden außerdem durch Frauen und Kinder Beeren und Pilze zum Verkauf gesammelt.
Der Schatten der umliegenden Berge schirmt das Dorf meist vor direkter Sonneneinstrahlung ab, sodass durchschnittlich 162 Tage im Jahr Schnee im Dorf liegt.

## Geografie
Die Ortschaft liegt in den Waldkarpaten auf 557 m Höhe im Tal der Mokrjanka (Мокрянка), einem 32 Kilometer langen Quellfluss der Tereswa. Vom 5 km flussabwärts liegenden Dorf Ust-Tschorna aus führt eine Abzweigung der Waldbahn Tereswatal nach Ruska Mokra.
Am 12. Juni 2020 wurde das Dorf ein Teil neu gegründeten Siedlungsgemeinde Ust-Tschorna im Rajon Tjatschiw; bis dahin bildete es zusammen mit dem 8 km flussaufwärts liegenden Nachbardorf Nimezka Mokra die Landratsgemeinde Ruska Mokra (Руськомокрянська сільська рада/Ruskomokrjanska silska rada). Das Rajonzentrum Tjatschiw liegt etwa 65 km südlich.